# Valle Apuá
Valle Apuá es un pequeño poblado o compañía situado en la zona rural del distrito de Quiindy, departamento de Paraguarí (Paraguay), ubicado en la carretera nacional Ruta 1 Mariscal López.
En ella podemos encontrar la Comisaría de la Policía Nacional del Paraguay y algunas viviendas; como también un desvío que es el camino que conduce a las playas del Lago Ypoá.
Su cota es de 237 metros sobre el nivel del mar. Se ubica en las coordenadas 26°03′33.10″S 57°15′1.03″O / -26.0591944, -57.2502861.
La compañía de Valle Apuá está abordada por los trabajos de carpintería, iniciada anteriormente por los señores carpinteros Don Policarpo González y el Señor Pascual Caballero Fleitas. Los trabajos de carpintería son la fuente principal de ingresos para varias personas que se dedican a ayudar a los dueños de los establecimientos.
Recientemente se ha logrado la conformación de la Asociación de Madereros de Valle Apuá, reconocida por la Intendencia de Quiindy, aprobado por la Gobernación del 9.º Departamento de Paraguarí y la INFONA. Este grupo pretende asumir responsabilidades en cuanto a tráfico y compra de maderas, ayudar al desarrollo de la comunidad y contribuir a la seguridad de los escolares y estudiantes.

## Biología y diversidad de Valle Apuá
En cuanto a especies vegetales y animales la Comunidad de Valle Apuá es muy rica...
Logra acumular mamíferos, reptiles, aves y peces diversos.
Encontramos aquí:

### Mamíferos
Guasú Pucú(Blastocerus dichotomus), Tatú Bolita(Tolypeutes matacus), Tatú Carreta(Priodontes maximus), Tatú Peludo(Chaetopractus vellerosus)Capibara(Hydrochoerys hydrochaerys), algunas Nutrias, Liebres en zonas rocosas como el de Itá Tupao,suelen ser reconocidas el Aguará Guasú (Chrysocyon brachyurus), especímenes de Mykure o Comadreja y varios otros.
La comunidad cuenta con línea telefónica directa, Cuenta con un Puesto de Salud donde diariamente atiende una Doctora, así también un Centro Educativo, Esc. Básica Num. 325 Doña Maria Luz Bella Fleitas de Frutos, varias veces ganadora del reconocimiento a "Mejor Escuela del Paraguay" y el Colegio con el mismo nombre cuenta hasta el Tercer Curso Nivel Medio. 

### Reptiles
Los especímenes reptil idos que se encuentran, son la mayor parte Serpientes, Víboras y Lagartos.
El Tejú Guasú(Salvator merianae ), Tejú del Medio dia o Tejú Hovy(Teius teyou) , Coral Real(Micrurus altirostris), Jarará (Bothrops)y muchas otras más.

### Aves
Las aves se lucen en esta compañía: hay tantas que por las mañanas su cántico te da energías y ánimos para despertar. Encontramos al Cachilito, el Alonso (Furnarius rufus), Picaflores, Mieleros, Calandrias, Havías Corochiré y Tyvyta Morotí, Piriritas, Anóes, Tero Teros, Guyraūes, cotorras y muchos loros, tucanes, etc.

### Flora
Es la parte más importante de la comunidad de Valle Apuá, desde la entrada hasta la salida cuenta con arborización realizada hace mucho tiempo, presidido por los Sres. Pascual Caballero Fleitas, Abogado Romell Barrios y el Abogado Aníbal Román Ramírez, las especies utilizadas para dicho proyecto fueron el árbol Nacional de Paraguay "Tajy ó Lapacho", el "Inga'i" y el "Kurupa'y Kurú".
A Valle Apuá se lo denomina "SUCURSAL DEL PARAÍSO" debido a la riqueza paisajística y biológica. Por sus bosques recorren variados arroyos, en algunos tramos formando Saltos y Cascadas.
La flora nativa es tan abundante que en la poca superficie de Valle Apuá se hallaron 34 especies de orquídeas nativas, epifitas y terrestres, Existen campos inundados que son hábitat de muchas de estas plantas. Otras familias bastante bellas son las cactáceas, Parodias sp, Cereus sp, Frailea sp, Rhipsalis sp, Epiphyllum sp. Bromeliáceas, Karaguata, Dyckias, Aechmea, Vriesea, Ananas sp.

## Club deportivo
El club de fútbol de Valle Apu'a es el 24 de Setiembre, cuya indumentaria se compone de los colores azul y rojo. Compite actualmente en la División de Honor de la Liga Quiindyense.[cita requerida]
- Datos: Q11704968